# Anoectangium peruvianum
Anoectangium peruvianum là một loài rêu trong họ Pottiaceae. Loài này được Sull. mô tả khoa học đầu tiên năm 1859.